# Tobias Brabandt
Tobias Brabandt, auch Tobias Braband, (getauft 2. Dezember 1682 in Celle; gestorben 1730) war ein deutscher Münzstempelschneider und Medailleur.

## Leben
Tobias Brabandt war ein Sohn des Medailleurs Ernst Brabandt. Er wirkte von 1710 bis 1716 als Münzeisenschneider in Detmold und nahm anschließend von 1716 bis 1723 Auftragsarbeiten an für Münster und Paderborn sowie 1717 für Bonn und Köln.
Tobias Brabandt signierte seine Werke mit dem Monogramm TB. Daher kam es in der Vergangenheit zu einer Verwechslung von Tobias Brabandt mit Thomas Bernard (1650–1713).